# دهستان فتح‌آباد (قصر شیرین)
دهستان فتح‌آباد نام دهستانی در بخش مرکزی شهرستان قصر شیرین، استان کرمانشاه در ایران است. براساس سرشماری مرکز آمار ایران در سال ۱۳۸۵، جمعیت آن ۲۲۲۲ نفر (۵۳۰ خانوار) بوده‌است.